# The 69 Eyes
The 69 Eyes er et finsk rockband, der spiller, hvad de selv kalder goth'n'roll.
Trommeslageren Jussi er bandets maskot, da han bedre kan lide at befinde sig i mediernes søgelys, end de fire andre.
Derudover består bandet af forsangeren Jyrki, Timo Timo (på guitar), Bazie (på guitar) og Archzie (på bas.) 
De kalder sig også for Helsinki Vampires, hvor de har udgivet en dvd af samme navn.
Bandet blev dannet i 1990, og fik udgivet deres første CD i 1992.

## Diskografi
- 1992: Bump 'n' Grind
- 1995: Savage Garden
- 1995: Motor City Resurrection
- 1997: Wrap Your Troubles in Dreams
- 1999: Wasting the Dawn
- 2000: Blessed Be
- 2002: Paris Kills
- 2003: Framed in Blood - The Very Blessed of the 69 Eyes
- 2004: Devils
- 2007: Angels
- 2009: Back in Blood
- 2012: X
- 2016: Universal Monsters
- 2019: West End